# Eskil (district)
Eskil is een Turks district in de provincie Aksaray en telt 26.286 inwoners (2007). Het district heeft een oppervlakte van 1368,8 km². Hoofdplaats is Eskil.
De bevolkingsontwikkeling van het district is weergegeven in onderstaande tabel.
| 1997   | 2000   | 2007   |
| ------ | ------ | ------ |
| 25.962 | 28.952 | 26.286 |

Ağaçören · Aksaray · Eskil · Gülağaç · Güzelyurt · Ortaköy · Sarıyahşi